# Karl Dunz
Karl Dunz (* 2. Februar 1917 in Lengenfeld bei Weißenburg in Bayern; † 7. November 2020 in Heilsbronn) war ein deutscher Autor für Heimatbücher, zweiter Bürgermeister von Windsbach und hat 1965 die größte Kartoffeltrocknung Deutschlands errichtet.

## Leben
Karl Dunz wurde 1917 in Lengenfeld, einem Gemeindeteil von Alesheim im heutigen Landkreis Weißenburg-Gunzenhausen, geboren. Nach der Schule wurde er von der Wehrmacht eingezogen und kämpfte bis zum Ende des Zweiten Weltkrieges. Danach arbeitete er in der Landwirtschaft und baute ein Trocknungswerk für Kartoffeln. Er gründete eine Genossenschaft und es entstand die damals größte Kartoffeltrocknung Deutschlands. Nach seinem Modell wurden daraufhin von verschiedenen anderen Verbänden weitere Trocknungsanlagen gebaut. Dunz war 16 Jahre Vorstandsvorsitzender und Geschäftsführer der Trocknung und wurde Landesvorsitzender der Trocknungsanlagen in Bayern und zweiter Vorsitzender des Bundesverbandes.
Bei einer Recherche entdeckte er für die Stadt Windsbach im Staatsarchiv Bamberg die ältesten Urkunden der Stadt von 1130, 1140 und 1138. Dunz stiftete 2008 die „Bäuerliche Gerätesammlung“, eine permanente Ausstellung für bäuerliche Werkzeuge in Neuses bei Windsbach.

## Bücher
- Heimat und Kulturgeschichte der Stadt Windsbach, 1985
- Unsere Vorfahren, ihre Lebensweise und Arbeitswelt, 1987
- Elpersdorf bei Windsbach. Ein fränkisches Dorf im Wandel durch Jahrhunderte, 1990
- Geschichten aus unserer Heimat. Gedichte die das Leben schrieb. Gedanken für das Leben, 1994
- Das Schicksal der Windsbacher Juden, 1995
- Poesie-Alben. 365 Verse und Sprüche der Jahre 1900 bis 2000 – heiter und besinnlich, 2002

## Auszeichnungen
- Bundesverdienstkreuz erster Klasse
- Verdienstkreuz am Bande
- Bayerische Staatsmedaille in Silber
- Bayerischer Löwe aus Nymphenburger Porzellan
- Goldene und silberne Raiffeisennadel
- Verdienstmedaille des Landkreises Ansbach
- Verdienstmedaille der Stadt Windsbach